# Eudocie Makrembolitissa
Pour les articles homonymes, voir Eudoxie et Eudocie.
Eudocie Makrembolitissa (en grec byzantin : Ευδοκία Μακρεμβολίτισσα ; 1021/1037 - † 1096) fut la seconde épouse de l'empereur byzantin Constantin X Doukas. À la mort de celui-ci en 1067, elle devint régente et épousa l'année suivante le général Romain Diogène qui devint co-empereur (Romain IV Diogène). Lorsque ce dernier fut capturé par le sultan Alp Arslan, Michel Psellos et Jean Doukas organisèrent un coup d'État qui renversa Romain IV, proclama Michel VII Doukas empereur et relégua l'impératrice-mère dans un couvent. Michel VII fut à son tour renversé par Nicéphore Botaniatès qui songea à épouser Eudocie, mais porta finalement son choix sur l'impératrice Marie d'Alanie, épouse de son prédécesseur. Eudocie dut se retirer à nouveau dans un couvent où elle mourut. 

## Biographie
Eudocie Makrembolitissa était la fille de Jean Makrembolitès et d’une personne dont le nom est inconnu mais qui était la sœur du patriarche Michel Cérulaire. Elle était également cousine de Constantin Cérulaire. Selon Michel Psellos, elle était « de noble naissance, d’âme généreuse et de figure fort belle ».
Elle avait épousé avant 1050 Constantin Doukas (né en 1006, mort en 1067) qui devait devenir empereur sous le nom de Constantin X en 1059 et était devenue bassilissa (impératrice). Le couple eut sept enfants dont l’un mourut en bas âge et deux, Constance et Zoé, naquirent après que Constantin fut devenu empereur. Au décès de son époux, le 22 mai 1067, Eudocie assuma la régence au nom du coempereur Michel (rejoint par ses frères Constance en 1060 et Andronic en 1068). Bien que Michel VII ait atteint l’âge légal pour régner seul, sa faiblesse de caractère inspirait déjà des craintes, ; sa mère continua à administrer l’empire en tant que basillissa, conseillée par le césar Jean Doukas, frère de Constantin X, et le premier conseiller de l’empereur défunt, Michel Psellos,.

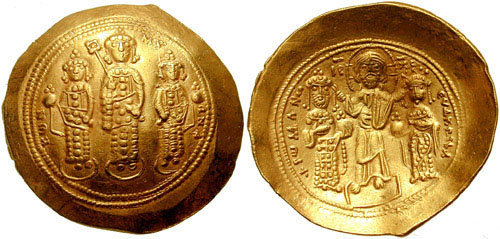
Histamenon d’or de Romain IV Diogène : Michel VII Doukas y est représenté avec ses frères Andronic et Constance au verso, Eudocie et Romain IV couronnés par le Christ à l’endo.

C’est probablement pour préserver les droits au trône de son fils aîné que Constantin X avait fait prêter serment à son épouse devant le patriarche, le synode et le sénat de ne jamais se remarier. Toutefois, la sécurité de l’empire était en jeu : d’une part, les Turcs seldjoukides s’étaient emparés de Césarée et avaient pillé la région d’Antioche, menaçant l’ensemble des possessions byzantines en Anatolie, d’autre part, les derniers empereurs et, particulièrement, Constantin X, avaient laissé l’armée byzantine, autrefois puissante, se dégrader.
Réalisant à quel point elle avait besoin d’un militaire capable de redresser l’armée et de faire face aux invasions turques, elle parvint à convaincre le patriarche Jean Xiphilinos de la délier de son serment et de se prononcer publiquement en faveur d’un deuxième mariage pour le salut de l’État,.
Or, justement, le général Romain Diogène, alors gouverneur de Sardica, se trouvait en prison, accusé d’avoir voulu usurper le trône aux dépens de Michel et Constance. Issu d’une ancienne famille de l’aristocratie militaire alliée à la plupart des autres grandes familles d’Asie Mineure, grand propriétaire terrien en Cappadoce, Romain Diogène avait commencé sa carrière sur la frontière danubienne et avait rapidement gravi les échelons de la hiérarchie militaire avant de devenir gouverneur de Sardica. Elle fit alors venir Romain Diogène qui attendait de comparaitre devant elle pour le prononcé de la sentence et l’informa que non seulement il était libre, mais encore qu’elle désirait l’épouser et en faire le protecteur de Michel et Constance,,. Le mariage eut lieu le 1er janvier 1068 et Romain Diogène fut immédiatement proclamé coempereur sous le nom de Romain IV. Deux héritiers mâles naquirent de cette union en rapide succession : Léon en 1069 et Nicéphore en 1070. 
De 1068 à 1071, Romain IV conduisit une série d’opérations militaires qui réussirent à contenir les Turcs, mais non à les repousser hors des frontières. Sur le plan intérieur, l’empereur prit une série de mesures qui contribuèrent à le rendre impopulaire. Il ne semble pas que l’impératrice ait été très heureuse auprès de cet époux qui passait le plus clair de son temps à la guerre et l’éloignait de plus en plus du pouvoir.
Aussi, lorsque celui-ci fut capturé par le sultan Alp Arslan lors de la bataille de Manzikert (octobre 1071), Eudocie reprit le pouvoir en compagnie de Michel VII sous le regard attentif du césar Jean Doukas et de Michel Psellos, précepteur de Michel VII. Alp Arslan ne garda toutefois Romain IV prisonnier que le temps de négocier un traité de paix dont l’une des clauses était le paiement d’une rançon de 1 500 000 nomismata payables immédiatement et de 360 000 nomismata payables annuellement. Un peu plus d’une semaine après sa capture, Romain put reprendre le chemin de Constantinople. Mais lorsque l’on apprit dans la capitale que l’empereur n’était pas mort et que de surcroit il avait l’intention de reprendre le trône, Jean Doukas dépêcha une armée qui força Romain à se retirer dans la forteresse de Tyropoion et de là à Adana en Cilicie. Une seconde tentative sous le commandement d’Andronic Doukas réussit à le capturer l’année suivante. Sur le chemin du retour, l’ex-empereur fut aveuglé sur ordre de Jean Doukas et exilé dans l’ile de Proti sur la mer de Marmara,. 
À Constantinople, la confusion régnait. Si on s’entendait sur le fait que Romain ne devait pas reprendre le trône, on ne s’accordait pas sur la personne devant lui succéder. Certains auraient voulu voir Eudocie reprendre le pouvoir, d’autres favorisaient Michel, peut-être avec ses frères comme coempereurs. D'autres enfin penchaient en faveur de Jean Doukas. Ce fut celui-ci qui prit la décision finale, non toutefois en sa propre faveur. Ses partisans étant trop peu nombreux, il fit le pari de soutenir le parti de Michel VII, jeune homme malléable qu’il pourrait aisément contrôler une fois sa mère éloignée. La garde varègue lui étant acquise, il divisa celle-ci en deux groupes. Le premier, occupant le palais impérial, proclama Michel empereur, pendant que le deuxième s’emparait des appartements de l’impératrice et arrêtait celle-ci. L’impératrice fut ainsi contrainte de se retirer dans un couvent qu’elle avait fondé près de l’Hellespont en l’honneur de la Théotokos. Le même sort attendait la belle-sœur de l’ancien empereur Isaac Comnène. Michel VII fut officiellement couronné à Sainte-Sophie par le patriarche ; la famille Doukas avait repris le pouvoir,.
Le règne de Michel VII ne dura que quelques années (1071-1078) et fut désastreux tant sur le plan intérieur qu’extérieur. En 1078, il fut contraint d’abdiquer et de laisser le trône à son frère Constance qui le transmit immédiatement à Nicéphore III Botaniatès, jusque-là stratège du thème des Anatoliques. Désireux de se donner une certaine légitimité, Nicéphore fit revenir Eudocie d’exil et offrit de l’épouser. Ce plan se heurta toutefois à l’opposition du césar Jean Doukas, toujours hostile à la noblesse militaire, et Nicéphore épousa plutôt l’impératrice Marie, la femme de son prédécesseur, bien que ce dernier fût encore en vie.
Eudocie se retira alors à nouveau et c’est comme religieuse qu’elle mourut peu de temps après l’accession au pouvoir d’Alexis Ier en 1081.

## L’écrivaine
On a attribué à Eudocie un recueil historique et mythologique intitulé Ἰωνιά (Collection ou Champ de violettes). Il est préfacé d’une adresse à « son époux, Romain Diogène » et l’œuvre est décrite comme une « collection généalogique de dieux, de héros et d’héroïnes, ainsi que de fables se rapportant à eux, compilée à partir des anciens et contenant diverses notes provenant de différents philosophes ». Le recueil est maintenant considéré comme une compilation du XVIe siècle, faussement attribuée à Eudocie et dû à un contrefacteur, Constantin Palaeocappa, vers 1540, qui aurait puisé dans Diogène Laërce et la Souda.

## Progéniture
De son premier mariage avec Constantin X Doukas, Eudocie eut six enfants :
- Michel VII Doukas, né vers 1050, mort vers 1090, empereur byzantin du 24 octobre 1071 au 24 mars 1078 ;
- Andronic Doukas, né vers 1057, date de la mort inconnue mais av. 1077, coempereur de 1068 à 1077 ;
- Constance Doukas, né en 1060, mort en 1081,  coempereur de 1060 à 1078 ;
- Anne Doukaina, religieuse ;
- Théodora Doukaina, qui épousa Domenico Selvo, doge de Venise ;
- Zoé Doukaina, qui épousa Adrien Comnène, frère de l’empereur Alexis Ier Comnène[22].

De son second mariage avec Romain IV Diogène, Eudocie eut :
- Nicéphore Diogène (né vers 1069/1072, mort après 1094) : gouverneur de Chypre sous Alexis Ier, contre qui il se rebella, à la suite de quoi il fut aveuglé et exilé en 1094 ;
- Léon Diogène (né vers 1068/1070, mort en 1087) : selon Anne Comnène, il fut fait coempereur pendant le règne de son père[23] ; général d’armée sous Alexis Ier, il mourut lors de la campagne contre les Petchénègues en 1087.